# Hexathele petriei
Espèce
Synonymes
- Hexathele petreii Goyen, 1887

Hexathele petriei est une espèce d'araignées mygalomorphes de la famille des Hexathelidae.

## Distribution
Cette espèce est endémique de Nouvelle-Zélande.

## Publication originale
- Goyen, 1887 : Descriptions of new spiders. Transactions and Proceedings of the New Zealand Institute, vol. 19, p. 201-212.